# Ronde van de Toekomst 2017
De Ronde van de Toekomst 2017 (Frans: Tour de l'Avenir 2017) werd gehouden van 18 tot en met 27 augustus in Frankrijk. De ronde bestond uit negen etappes. 
De start vond plaats in Loudéac in Bretagne en de eerste zes etappes waren vlak tot heuvelachtig. Op 24 augustus was er een rustdag die tevens werd benut om de oversteek te maken naar de Alpen waar in de laatste drie etappes diverse cols werden beklommen.
Het totale aantal kilometers dat afgelegd werd was 1201 km, en de ronde bevatte 16.673 hoogtemeters.
Er werden 20 landenteams uitgenodigd voor deelname.

## Etappe-overzicht
| etappe | datum       | start                   | finish                | afstand | winnaar              | klassementsleider |
| ------ | ----------- | ----------------------- | --------------------- | ------- | -------------------- | ----------------- |
| 1e     | 18 augustus | Loudéac                 | Loudéac               | 134 km  | Kasper Asgreen       | Kasper Asgreen    |
| 2e     | 19 augustus | Inzinzac-Lochrist       | Bignan                | 132 km  | Fabio Jakobsen       | Kasper Asgreen    |
| 3e     | 20 augustus | Missillac               | Châteaubriant         | 126 km  | Kristoffer Halvorsen | Kasper Asgreen    |
| 4e     | 21 augustus | Derval                  | Saumur                | 167 km  | Chris Lawless        | Kasper Asgreen    |
| 5e     | 22 augustus | Montreuil-Bellay        | Amboise               | 157 km  | Vasil Strokaw        | Patrick Gamper    |
| 6e     | 23 augustus | Montrichard             | Saint-Amand-Montrond  | 139 km  | Álvaro Hodeg         | Patrick Gamper    |
| 7e     | 25 augustus | Saint-Gevais Mont Blanc | Hauteluce-les-Saisies | 118 km  | Egan Bernal          | Egan Bernal       |
| 8e     | 26 augustus | Albertville             | Sainte-Foy-Tarentaise | 121 km  | Egan Bernal          | Egan Bernal       |
| 9e     | 27 augustus | Bourg-Saint-Maurice     | Albiez-Montrond       | 107 km  | Pavel Sivakov        | Egan Bernal       |